# Elgaria paucicarinata
Elgaria paucicarinata är en ödleart som beskrevs av  Fitch 1934. Elgaria paucicarinata ingår i släktet Elgaria och familjen kopparödlor. IUCN kategoriserar arten globalt som livskraftig.

## Underarter
Arten delas in i följande underarter:
- E. p. paucicarinata
- E. p. cedrosensis